# Szlovákiai nemzeti parkok listája
Nemzeti parkok Szlovákiában:

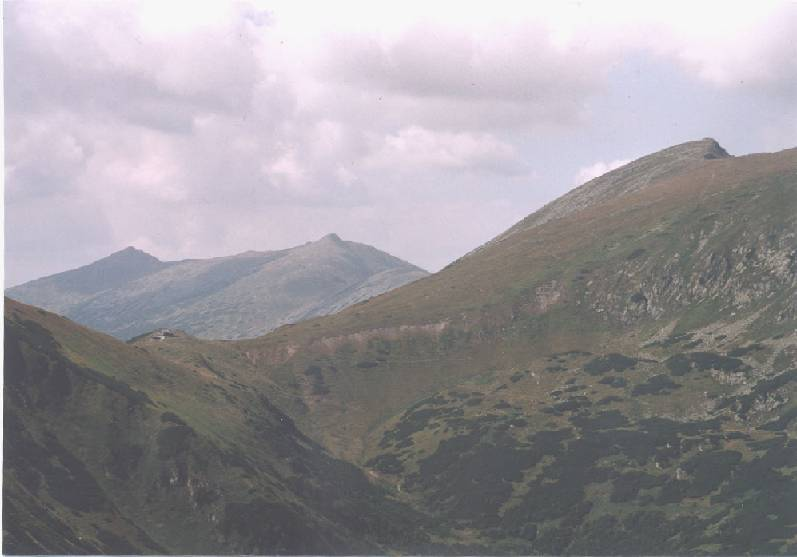
Ďumbier (Gyömbér), Alacsony-Tátra

- Kis-Fátra Nemzeti Park (szk. Národný park Malá Fatra - NPMF)
- Murányi-fennsík Nemzeti Park (szk. Národný park Muránska planina - NPMP)
- Alacsony-Tátra Nemzeti Park (szk. Národný park Nízke Tatry - NAPANT)
- Polonina Nemzeti Park (szk. Národný park Poloniny - NPP)
- Szlovák karszt Nemzeti Park (szk. Národný park Slovenský kras - NPSK)
- Szlovák Paradicsom Nemzeti Park (szk. Národný park Slovenský raj - NPSR)
- Nagy-Fátra Nemzeti Park (szk. Národný park Veľká Fatra - NPVF)
- Pieninek Nemzeti Park (szk. Pieninský národný park - PIENAP)
- Tátrai Nemzeti Park (szk. Tatranský národný park - TANAP)

## Lásd még
- Szlovákia tájvédelmi körzeteinek listája
- A Föld nemzeti parkjai